# Ropczyce
Ropczyce é um município da Polônia, na voivodia da Subcarpácia e no condado de Ropczyce-Sędziszów. Estende-se por uma área de 47,10 km², com 15 848 habitantes, segundo os censos de 2017, com uma densidade de 336,5 hab/km².